# Lehrevaluation
Als Lehrevaluation wird die Bewertung von Lehrveranstaltungen durch die Teilnehmenden bezeichnet. Es ist hier zu unterscheiden zwischen einer Lehrevaluation (übergreifende Bereiche der Lehre wie z. B. Studienzeiten oder Bibliotheksausstattung) und einer Lehrveranstaltungsevaluation (Bewertung von Vorlesungen und Seminaren). Im Hochschulbereich zielt Evaluation darauf ab, die Zufriedenheit der Studierenden mit der Qualität der Lehre und deren Organisation zu erfassen. Diese Einbindung der Studierenden ist in § 6 des Hochschulrahmengesetzes festgelegt. Lehrevaluation dient dabei der Qualitätssicherung in der Lehre.

## Definition
Heiner Rindermann versteht unter Evaluation im Lehrkontext eine „systematische Analyse und empirische Untersuchung von Konzepten, Bedingungen, Prozessen und Wirkungen zielgerichteter Aktivitäten zum Zwecke ihrer Bewertung und Modifikation“. Dementsprechend wird im Rahmen von Hochschulevaluationen die Bewertung der Lehre meist direkt in Form einer studentischen Veranstaltungskritik empirisch erfragt.

## Ziele einer Lehrevaluation
Lehrevaluationen können mit einer Vielzahl von unterschiedlichen Zielen durchgeführt werden. Lehrevaluation dient damit vorrangig dem Feedback ihrer Arbeit an die Lehrenden, ist somit Teil einer Qualitätssicherung. Lehrevaluation kann hier auch als Basis für Zielvereinbarungen genutzt werden.
Als grundsätzliche Perspektiven einer Lehrevaluation fassen Souvignier und Gold (2002) drei allgemeine Ziele zusammen:
- Rückmeldung
- Steuerung
- Forschung

Diese Bereiche können unterschiedlich gewichtet sein, je nachdem ob mehr ein Feedback- und Kommunikationsmodell, Steuerung und Personalbeurteilung oder die Evaluationsforschung selbst im Fokus steht.

## Relevanz für die Qualitätssicherung in der Hochschullehre
Die Lehrevaluation spielt eine entscheidende Rolle in der Qualitätssicherung der Hochschullehre. Sie bietet einen systematischen Ansatz, um die Lehrqualität zu analysieren und zu verbessern. Studierende liefern wertvolles Feedback zur Didaktik, Organisation und Struktur von Lehrveranstaltungen sowie zur fachlichen Kompetenz der Lehrpersonen. Durch die regelmäßige Durchführung können Schwachstellen identifiziert und gezielte Maßnahmen eingeleitet werden, um die Lehrqualität zu verbessern. Gleichzeitig kann auch Expertise herausgestellt werden.
Studien belegen die positive Wirkung der Lehrevaluation auf die Qualität der Hochschullehre. Die Ergebnisse der Lehrveranstaltungsevaluation dienen somit als Grundlage für Weiterentwicklungen und Qualitätsverbesserungen.

## Diskurse zur Lehrveranstaltungsevaluation
Diskurse im Kontext der Lehrveranstaltungsevaluation an deutschen Hochschulen umfassen Fragen zur Validität der Bewertungsmethoden, zur Verwendung der Ergebnisse für Karriereentscheidungen, zur Anonymität der Bewertungen und zur Nutzung der Ergebnisse zur Verbesserung der Lehre. Studien zeigen, dass Studierendenbewertungen eine moderate bis hohe Validität aufweisen, aber auch von subjektiven Faktoren beeinflusst werden können. Die Anonymität ermöglicht ehrliche Bewertungen, kann jedoch auch zu unangemessener Bewertung führen.

## Instrumente zur Lehrveranstaltungsevaluation
Bei einer Lehrevaluation werden in der Regel die Teilnehmenden aufgefordert per Fragebogen zur Lehrveranstaltung Stellung zu nehmen. Hier gibt es eine Vielzahl verschiedener Fragebögen, von denen viele nicht hinsichtlich der zentralen Gütekriterien Objektivität, Reliabilität und Validität geprüft werden. Beispiele für bewährte standardisierte Fragebögen, bei denen derartige Prüfungen erfolgten, sind der FEVOR, HILVE, KIEL, MFE-S und MFE-V sowie der TRIL und eduValuation+.
Um eine umfassende Lehrveranstaltungsevaluation durchzuführen, können sowohl formative als auch summative Instrumente eingesetzt werden.
Formative Instrumente dienen der kontinuierlichen Rückmeldung und Verbesserung der Lehrveranstaltung während des laufenden Semesters. Hierzu zählen beispielsweise regelmäßige kurze Befragungen oder Feedbackrunden, in denen Studierende ihre Eindrücke und Anregungen zur Verbesserung der Lehrveranstaltung mitteilen können. Diese Form der Lehrveranstaltungsevaluation ermöglicht es den Lehrpersonen, schnell auf Probleme zu reagieren und ihre Lehr-/Lernmethoden anzupassen.
Summative Instrumente hingegen werden nach Abschluss der Lehrveranstaltung eingesetzt und dienen der Zusammenfassung. Sie bieten einen retrospektiven Blick auf eine Lehrveranstaltung. Hierbei ist der standardisierte Fragebogen eine gängige Methode. Dieser ermöglicht es den Studierenden, ihre Einschätzungen zu verschiedenen Aspekten der Lehrveranstaltung abzugeben. Zusätzlich können auch andere Methoden wie Gruppenreflexionen oder Interviews eingesetzt werden, um ein umfassendes Bild von der Lehrveranstaltung zu erhalten.
Bei der Auswahl der Instrumente ist es wichtig, auf die oben genannten Gütekriterien zu achten und diese zu gewährleisten, um aussagekräftige Ergebnisse und Daten zu erhalten. 
Die Kombination aus formativen und summativen Instrumenten (wie z. B. die Lernerfolgsevaluation) ermöglicht eine umfassende Lehrveranstaltungsevaluation, die kontinuierliches Feedback und Verbesserungen während des Semesters sowie eine Gesamtbewertung nach Abschluss der Lehrveranstaltung ermöglicht.

## Online-Lehrevaluation
Aufgrund der Vorteile von Online-Befragungen, wie z. B. komplexe Filterführung und neuartige Fragetypen (u. a. Visuell-Analog-Skala), werden Lehrevaluationen zunehmend online erhoben. Dies stellt besondere Anforderungen an die Lehrevaluationssysteme, insbesondere auch hinsichtlich der Usability dieser Systeme oder der Datensicherheit. Aufgrund ihrer flexiblen Einsatzmöglichkeiten können auch elektronische Audience Response Systems zur punktuellen und vergleichenden Evaluation der Lehre verwendet werden.